# Viking Wolf
Pour plus de détails, voir Fiche technique et Distribution.
Viking Wolf (Vikingulven) est un film d'horreur et thriller norvégien réalisé par Stig Svendsen et sorti en 2022.

## Fiche technique
- Titre : Viking Wolf
- Titre original : Vikingulven
- Réalisation : Stig Svendsen
- Scénario : Espen Aukan, Stig Svendsen
- Musique : Bjørnar Johnsen, Kjetil Schander Luhr
- Société de production : Filmkamaratene A/S, REinvent Studios
- Société de distribution : Netflix
- Pays de production :  Norvège
- Langue originale : norvégien
- Genre : horreur et thriller
- Durée : 97 minutes
- Date de sortie :
  - Norvège : 2022

## Distribution
- Liv Mjönes : Liv, la mère de Thale et officier de police
- Elli Rhiannon Müller Osborne : Thale
- Arthur Hakalahti : William, l'expert vétérinaire
- Sjur Vatne Brean : Jonas, l'ami de Thale
- Vidar Magnussen : Arthur, le beau-père de Thale
- Mia Fosshaug Laubacher : Jenny, la petite sœur sourde de Thale
- Silje Øksland Krohne : Elin, la fille du maire attaquée par la créature
- Øyvind Brandtzæg : Eilert, le chef de police
- Ståle Bjørnhaug : Lars, l'homme mystérieux qui avertit Liv du danger
- Anna Drowak : Tove, la maire de Nybo et mère d'Elin